# Gries am Brenner
Gries am Brenner est une commune autrichienne du district d'Innsbruck-Land dans le Tyrol.